# Flexoelektrický jev
Flexoelektrický jev spočívá v polarizaci dielektrika způsobené nehomogenní deformací.
Tento jev byl poprvé pozorován v roce 1901 Astonem, který vytvořil kondenzátor, jehož elektrody byly tvořeny mosaznými deskami. Mezi elektrody umístil vulkanizovaný kaučuk. Poté nechal dopadat na elektrody závaží a pozoroval záporný a kladný napěťový impuls. Tyto impulsy souvisely se stlačením a rozpínáním kaučukového vzorku. Aston se domníval, že vzniklé napěťové impulsy souvisí s polarizací dielektrika v důsledku mechanického namáhání. Jev byl pozorován u polymerních látek a další výzkumy prováděli například Dogadkin, Gul či Tagancev. Právě Tagancev popisuje flexoelektrický jev jako "polarizaci u nehomogenně deformovaného krystalu, která je úměrná gradientu deformace, jestliže kvadrupólový moment nedeformovaného krystalu je roven nule". U polymerních látek bylo zjištěno, že mechanická deformace je svázána s orientací částí molekul. Zvětšování deformace pak vede ke zvětšení separovaného náboje. Efekt probíhá s jinou účinností u polárních látek a u nepolárních látek.